# Liste der Wissenschaftsminister von Nordrhein-Westfalen
Liste der Wissenschaftsminister von Nordrhein-Westfalen seit 1970.
| Name                                                              | Amtsantritt                              | Kabinett                                | Partei                                  |
| Minister für Wissenschaft und Forschung                           | Minister für Wissenschaft und Forschung  | Minister für Wissenschaft und Forschung | Minister für Wissenschaft und Forschung |
| ----------------------------------------------------------------- | ---------------------------------------- | --------------------------------------- | --------------------------------------- |
| Johannes Rau                                                      | 28. Juli 1970 4. Juni 1975               | Kühn II Kühn III                        | SPD                                     |
| Reimut Jochimsen                                                  | 20. September 1978                       | Rau I                                   | FDP                                     |
| Hans Schwier                                                      | 4. Juni 1980                             | Rau II                                  | SPD                                     |
| Rolf Krumsiek                                                     | 25. Oktober 1983                         | Rau II                                  | SPD                                     |
| Anke Brunn                                                        | 5. Juni 1985 12. Juni 1990 17. Juli 1995 | Rau III Rau IV Rau V                    | SPD                                     |
| Minister für Schule und Weiterbildung, Wissenschaft und Forschung |                                          |                                         |                                         |
| Gabriele Behler                                                   | 9. Juni 1998                             | Clement I                               | SPD                                     |
| Minister für Schule, Wissenschaft und Forschung                   |                                          |                                         |                                         |
| Gabriele Behler                                                   | 27. Juni 2000                            | Clement II                              | SPD                                     |
| Minister für Wissenschaft und Forschung                           |                                          |                                         |                                         |
| Hannelore Kraft                                                   | 12. November 2002                        | Steinbrück                              | SPD                                     |
| Minister für Innovation, Wissenschaft, Forschung und Technologie  |                                          |                                         |                                         |
| Andreas Pinkwart                                                  | 24. Juni 2005                            | Rüttgers                                | FDP                                     |
| Minister für Innovation, Wissenschaft und Forschung               |                                          |                                         |                                         |
| Svenja Schulze                                                    | 15. Juli 2010 21. Juni 2012              | Kraft I Kraft II                        | SPD                                     |
| Minister für Kultur und Wissenschaft                              |                                          |                                         |                                         |
| Isabel Pfeiffer-Poensgen                                          | 30. Juni 2017 28. Oktober 2021           | Laschet Wüst I                          | parteilos                               |
| Ina Brandes                                                       | 29. Juni 2022                            | Wüst II                                 | CDU                                     |